# Federació Algeriana de Futbol
La Federació Algeriana de Futbol (FAF) (àrab: الإتحادية الجزائرية لكرة القدم, al-Ittiḥadiyya al-Jazāʾiriyya li-Kurat al-Qadam, ‘Federació Algeriana de Futbol’; francès: Fédération algérienne de football) és la institució que regeix el futbol a Algèria. Agrupa tots els clubs de futbol del país i es fa càrrec de l'organització de la Lliga algeriana de futbol i la Copa. També és titular de la Selecció de futbol d'Algèria absoluta i les de les altres categories. Té la seu a Alger.
Va ser formada el 21 d'octubre de 1962.
- Afiliació a la FIFA: 1964
- Afiliació a la CAF: 1963[3]